# Fernando Carrera López
Fernando Carrera López   (Barcelona, 1990) és un consultor, analista, escriptor i polític català, actualment regidor a l'Ajuntament de Badalona pel Partit dels Socialistes de Catalunya.

## Biografia
En l'àmbit professional és analista polític en diferents mitjans de comunicació, consultor de comunicació política i ha format alts directius empresarials en oratòria i debat.
Ha col·laborat com a tertulià com el 24 Horas i Ràdio 4 de RTVE, Catalunya Ràdio, TV3, 8tv o Trece, i com articulista a Metrópoli Abierta, El Periódico, ABC, La Razón, Vozpópuli, Crónica Global o El Español. Va ser destacada la seva participació en els mitjans de comunicació sobretot durant els anys àlgids del procés independentista català, per la seva postura contrària a la independència. De fet, el 2017 va publicar l'obra Las mentiras del independentismo catalán i el 2018 va entrar a Societat Civil Catalana, on va encarregar-se de la coordinació de l'agrupació de joves.
Va entrar en contacte amb l'antic primer ministre francès Manuel Valls el 2018, amb qui va publicar el mateix any el llibre Barcelona vuelvo a casa. De fet, es va sumar en novena posició a la llista electoral de Barcelona pel Canvi, encapçalada per Valls i amb la participació de Ciutadans, per a les eleccions municipals de 2019. No va ser elegit regidor, però quan Valls i Ciutadans van trencar dintre del consistori, va romandre com a assessor de Valls. El 2020, Carrera va començar a militar al Partit dels Socialistes de Catalunya i va decidir-se unir-se al projecte de Jaume Collboni. Va esdevenir assessor i adjunt de la primera secretari dels socialistes al districte de Ciutat Vella.
El 2022 va tenir la possibilitat de ser regidor a l'Ajuntament de Barcelona per la vacant deixada per Luz Guilarte, fins llavors presidenta de Ciutadans, però finalment hi va renunciar. Després va passar de Barcelona a Badalona, on va esdevenir número tres de la candidatura socialista per a l'alcaldia de cara a les eleccions del 28 de maig de 2023. Després de ser elegit regidor, el mes de juny va esdevenir també el cap del grup municipal a l'Ajuntament, després que el fins llavors alcalde i candidat a alcalde, Rubén Guijarro, anunciés que renunciaria a l'acta de regidor a causa dels mals resultats electorals.

## Obres
Ha escrit en coautoria les següents obres:
- Las mentiras del independentismo catalán (2017). Amb Fernando Roca i Pedro Pérez-Cuesta.[6]
- Barcelona vuelvo a casa (2018). Amb Manuel Valls.[1]
- ¿Cómo sobrevivir al mundo que viene? (2021). Amb Antonio Sola.[1]